# 25807 Baharshah
25807 Baharshah è un asteroide della fascia principale. Scoperto nel 2000, presenta un'orbita caratterizzata da un semiasse maggiore pari a 2,7779115 UA e da un'eccentricità di 0,1123114, inclinata di 1,38394° rispetto all'eclittica.